# Zingiber tenuiscapus
Zingiber tenuiscapus là một loài thực vật có hoa trong họ Gừng. Loài này được Pramote Triboun và Kai Larsen miêu tả khoa học đầu tiên năm 2014. Tên gọi thông thường trong tiếng Thái là phlai pa (ไพลปา).

## Mẫu định danh
Mẫu định danh: Triboun P. 3343 thu thập ngày 15 tháng 7 năm 2002 ở cao độ 800-1.000 m, tọa độ 16°45′42″B 98°43′17″Đ / 16,76167°B 98,72139°Đ, rừng lá sớm rụng hỗn hợp tại huyện Mae Sot, tỉnh Tak, miền tây Thái Lan. Holotype lưu giữ tại Văn phòng Bảo vệ các loại Thực vật ở Băng Cốc, Thái Lan (BK); các isotype lưu giữ tại Đại học Aarhus, Đan Mạch (AAU) và Đại học Khon Kaen ở Khon Kaen, Thái Lan (KKU).

## Phân bố
Loài này có tại tỉnh Tak, miền tây Thái Lan. Môi trường sống là rừng lá sớm rụng hỗn hợp ở cao độ 700-1.000 m.

## Phân loại
Nó là một thành viên của nhóm Z. montanum; bao gồm Z. corallinum, Z. griffithii, Z. idae, Z. montanum, Z. neesanum, Z. purpureum, Z. tenuiscapus.

## Mô tả
Các chồi lá mọc thẳng đứng hay cong xuống, cao 1-1,5 m, với 20-25 lá. Các bẹ lá nhẵn nhụi, màu xanh lục với gân mịn. Bẹ không phiến lá 4-5, màu hồng nhạt. Phiến lá thẳng với các gân mịn song song, 27-33 × 3-3,3 cm, đỉnh nhọn thon, đáy hình nêm. Cuống lá dài 2–5 mm, có lông. Lưỡi bẹ dạng giấy, 2 thùy với các bẹ cắt cụt, ~8 × 6 mm, đỉnh nhọn hoặc tù, nhẵn nhụi. Cụm hoa 1-2, từ thân rễ gần chồi lá. Cuống cụm hoa thẳng đứng, thanh mảnh, dài 30–35 cm, với 6-10 bẹ; 2-3 bẹ dưới màu hồng nhạt, các bẹ trên màu xanh lục nhạt, nhẵn nhụi. Cành hoa bông thóc hình elipxoit hoặc hình trụ, ~8 × 2,5 cm, đỉnh nhọn, với 14-25 lá bắc hoa. Lá bắc ~3 × 2,6 cm, màu xanh lục ánh nâu hoặc đỏ ánh nâu, nhẵn nhụi cả hai mặt. Lá bắc con ~1,7 × 1,5 cm, rậm lông ở mặt ngoài gần đáy. Đài hoa hình ống, ống dài ~1 cm, có lông tơ; các thùy dài ~7 mm, đỉnh 2 răng. Tràng hoa màu kem; thùy tràng lưng ~2,3 × 1,3 cm; các thùy tràng bên ~2,3 × 0,8 cm. Cánh môi dài ~2,4 cm, hình tròn, cắt cụt, có khía răng cưa hoặc hơi chẻ đôi ở đỉnh; thùy giữa ~1,7 × 2 cm, màu vàng nhạt với 2 dải màu ánh hồng gần đáy; các thùy bên ~9 × 6 mm, màu vàng nhạt với 1 dải màu ánh hồng gần đáy. Bao phấn ~1,2 × 0,3 cm, màu nâu nhạt với dải màu hồng nhạt trên nửa dưới mặt lưng, không cuống hoặc với chỉ nhị ngắn; phần phụ dài 7–8 mm, màu kem, đỉnh chẻ đôi, ngắn hơn đầu nhụy. Bầu nhụy hình cầu đường kính ~3 mm, có lông nhung. Quả không rõ. Ra hoa từ cuối tháng 7 đến tháng 9, thời gian nở hoa sau 4h chiều.

## Sử dụng
Tại Thái Lan, Z. tenuiscapus được sử dụng như một loại cây thuốc, tương tự như cách sử dụng của Z. montanum.